# 日本基督教団千葉教会
千葉教会（ちばきょうかい）は、千葉県千葉市中央区市場町にある日本基督教団の教会。1879年（明治12年）創立の伝統ある教会である。
教会堂は1895年（明治28年）竣工、当時日本に設計事務所を持っていたドイツ人建築家リヒャルト・ゼールの設計によるもので、木造一部塔屋付きの2階建、基礎は煉瓦及び石造り、外壁は下見板張りの、窓や出入口上部の尖頭アーチ型に特徴のある本格的な洋風建築である。正面右手に高さ約14メートルのゴシック風尖塔が付いていたが1917年（大正6年）に台風のため倒壊した。尖塔の内部は、折上げられた板張りの天井をハンマービームで支え、7メートルを超えるスパンによって生じるスラストに対しタイバーで補強している。開口部はやはりゴシック風ポインテッドアーチであり、四葉飾りのトレーサリーが付いた本格的なもので、また細部のさまざまな装飾がなされている。1975年12月12日に千葉県の有形文化財に指定された。
2008年には大改修を行い、鐘楼は欠くものの、建築当時の姿に近いものによみがえった。

## ゆかりのある人々
- 鈴木幸助
- 三浦徹
- 豊田尚一

## 千葉教会各部
- 礼拝部
- 伝道部
- 教育部
- 教会学校
- 社会部
- 福祉部
- 営繕部

## 千葉教会交わりの会
- 婦人会
- 青年会
- 壮年会
- シオン会

## 三教会共同墓地
- 日本基督教団千葉教会、千葉本町教会、千葉南の共同墓地であり、この墓地に納骨される者は三教会所属の教職及び信徒であることを原則とする。

## 交通アクセス
- JR東日本外房線本千葉駅より徒歩8分。